# Cum occasione
Cum occasione je papeška bula, ki jo je napisal papež Inocenc X. 31. maja 1653.
S to bulo je papež obsodil 5 jansenitskih predlogov.